# 鼠譚秘奇
《鼠譚秘奇》（英語：The Secret of NIMH）是一部1982年美國動畫電影，由唐·布魯斯執導，改編自羅伯特·C·奧布萊恩1971年的青少年小說《實驗鼠的祕密基地》（又譯：尼姆的老鼠）。電影的主角是一名田鼠寡婦布里斯碧太太（Mrs. Brisby），她的小兒子提莫西患了重病，同時她的家正面臨因人類犁田而被破壞的危機。因緣際會下，她尋求從NIMH實驗室（National Institute of Mental Health，影射美國國立精神衛生研究院）脫逃的老鼠們協助，牠們因實驗的改造而獲得與人類一樣的智力。
該片以其優雅細緻的動畫、引人入勝的角色以及深刻成熟的情節而受到評論家的稱讚，並獲得了1982年第10屆土星獎最佳動畫電影獎。

## 主要角色

### 布里斯碧一家與其友人
- 布里斯碧夫人（Mrs. Brisby）

伊麗莎白·哈特曼 飾
電影的核心人物，田鼠家族的母親，丈夫已經過世。她的形象近似於傳統的家庭主婦，善良且具有同情心，同時害羞、膽怯。儘管自身的力量十分薄弱，但卻願意為了家人付出一切。
在原著小說中，她的名稱是費里斯比夫人（Mrs. Frisby），因該名稱與Wham-O公司所註冊的飛盤玩具（Frisbee）發音接近，為避免相關爭議而改為現名。
布里斯碧夫人的名字和原姓氏在電影中均未提及。一些粉絲將她命名為“伊麗莎白”，以紀念其配音演員伊麗莎白·哈特曼（於1987年因憂鬱症自殺身亡）。
- 特蕾莎（Teresa Brisby）

香儂·陶荷提 飾
布里斯碧夫人的大女兒。
- 馬丁（Martin Brisby）

威爾·惠頓 飾
布里斯碧夫人的大兒子。
- 辛西亞·布里斯比（Cynthia Brisby）

喬迪·希克斯 飾
布里斯碧夫人的二女兒。
- 提莫西（Timothy Brisby）

伊恩·弗里德 飾
小名提米（Timmy），布里斯比夫人的兒子和最小的孩子，在電影中患了重病。
- 艾吉先生（Mr. Ages）

亞瑟·馬萊特 飾
布里斯比已故丈夫的熟人，是一位隱士。擁有機械師、藥師、煉金術師等身份。
- 傑瑞米（Jeremy）

唐·德路易斯 飾
布里斯碧夫人在路上遇到的烏鴉，熱心善良但有些笨拙。
- 鼩鼱阿姨（Auntie Shrew）

赫米歐妮·巴德利 飾
布里斯碧一家的鄰居，當布里斯碧夫人出差時，她負責照顧他們的四個孩子。

### NIMH成員
- 尼科迪姆斯（Nicodemus）

戴瑞克·傑寇比 飾
是NIMH老鼠群的首領。在片中，尼哥底母被描繪成一位老巫師和占卜師，比任何其他老鼠都年長。
- 賈斯汀（Justin）

彼得‧史特勞斯 飾
NIMH老鼠看守隊的隊長。他非常友善和有禮貌，同時也是是首領尼科迪姆斯的得力助手。
- 詹納（Jenner）

保羅·謝納爾 飾
是劇情中的主要反派，他野心勃勃，常與尼科迪姆斯的意見相左，並試圖暗殺他。
- 沙利文（Sullivan）

奧爾多·雷 飾
一隻肥胖的老鼠，是詹納的朋友。經常受到詹納的影響。
- 喬納森（Jonathan Brisby）

布里斯碧夫人的已故丈夫，在僅在回憶場景出現，然而，喬納森的存在貫穿整個故事。他是NIMH老鼠群的秘密成員，在一次執行任務時被貓攻擊而犧牲，因此受到NIMH老鼠團隊的敬重。

### 其他生物
- 大貓頭鷹（The Great Owl）

約翰·卡拉丁 飾
住在森林中的神秘貓頭鷹，身形魁梧，乍看之下很可怕，但卻十分有智慧。牠給予了布里斯碧夫人建議，尋找NIMH老鼠的協助。
- 菲茨吉本斯一家（The Fitzgibbons）

住在布里斯碧家附近的一個傳統農夫家庭，飼養了一隻名為“龍”（Dragon）的貓。其行動經常對老鼠們的生存造成威脅（儘管以人類立場來說並無惡意）。

## 續集
續集《鼠譚秘奇2：提米來救援》（The Secret of NIMH 2: Timmy to the Rescue）於1998年12月22日以錄影帶首映模式發行。故事設定為首部電影劇情發生的數年後，布里斯碧夫人的小兒子提莫西（提米）作為主角。

## 外部連結
- 官方网站
- 互联网电影数据库（IMDb）上《The Secret of NIMH》的资料（英文）
- 大卡通資料庫上《鼠譚秘奇》的資料（英文）

- 爛番茄上《The Secret of NIMH》的資料（英文）
- The Secret of NIMHat Don Markstein's Toonopedia. Archive.today的存檔，存档日期2024-05-28 from the original on May 19, 2017.